# الهجر (بني العوام)

تعديل مصدري - تعديل

الهجر هي إحدى قرى عزلة بني غشيم بمديرية بني العوام التابعة لمحافظة حجة، بلغ تعداد سكانها 156 نسمة حسب تعداد اليمن لعام 2004.